# Norwegian International 1972
Die Norwegian International 1972 im Badminton fanden vom 11. bis zum 12. November 1972 in Sandefjord statt.

## Finalergebnisse
| Disziplin    | Sieger                        | Finalist                      | Ergebnis         |
| ------------ | ----------------------------- | ----------------------------- | ---------------- |
| Herreneinzel | Thomas Kihlström              | Petter Thoresen               | 15:7, 15:4       |
| Dameneinzel  | Eva Twedberg                  | Pernille Kaagaard             | 6:11, 11:5, 11:0 |
| Herrendoppel | Klaus Kaagaard Per Walsøe     | Thomas Kihlström Bengt Fröman | 18:14, 18:13     |
| Damendoppel  | Anne Flindt Pernille Kaagaard | Eva Twedberg Anette Börjesson | 15:10, 15:10     |
| Mixed        | Per Walsøe Pernille Kaagaard  | Klaus Kaagaard Anne Flindt    | 15:8, 15:3       |